# 자동판매기로 다시 태어난 나는 미궁을 방랑한다
《자동판매기로 다시 태어난 나는 미궁을 방랑한다》(일본어: 自動販売機に生まれ変わった俺は迷宮を彷徨う 지도한바이키니 우마레카왓타 오레와 메이큐오 사마요[*])는 히루쿠마가 지은 라이트 노벨이다. 2016년 3월부터 소설가가 되자에 투고되어, 2016년 8월에 카도카와 스니커 문고(KADOKAWA)에서 서적화되었다. 일러스트는 카토 이츠와가 담당한다. 2023년 6월부터 카도카와 스니커즈 문고에서 신장판이 발매되었다. 일러스트는 유우키 하구레가 담당한다. 소설가가 되자판은 전 10장으로 완결되었지만, 스니커즈 문고판(구판)은 소설가가 되자판의 제3장에 해당하는 3권에서 간행이 중단되었다.

## 줄거리
자동판매기 마니아인 나는 교통사고에 휘말렸을 때 쓰러지는 자동판매기를 구하려다 깔려 죽었다. 눈을 뜨자 자동판매기로 환생해 호수 앞에 서 있었지만 몸은 움직이지 않았고 목소리도 녹음된 한정된 말밖에 할 수 없었다. 아무도 없는 호숫가에서 며칠 외롭게 지내다가 배고픈 괴력소녀 랏미스를 만나 의지를 가진 마도구로 인식되어 가까스로 의사소통에 성공한다. 랏미스에게 업혀 미궁 내 마을로 가서 핫콘이라는 이름이 붙었고 자동판매기로 지구의 음식물을 마을 사람들에게 판매한다.

## 등장인물
핫콘
성우 - 후쿠야마 준
생전에는 월급의 대부분을 자동판매기에 쏟아붓는 자동판매기 마니아. 산길을 오토바이로 이동하던 중 앞 트럭 짐칸에서 쓰러지는 자판기를 구하려다 자동판매기와 함께 벼랑 아래로 굴러 떨어져 자동판매기에 깔려 숨졌다.
자동판매기에 환생 후에는 움직일 수 없고 미리 녹음된 대사만 말할 수 있지만, 랏미스의 제안으로 긍정 때는 '어서오세요', 부정 때는 '유감'이라고 말하며 다른 사람과 소통한다.
투입된 동전이 포인트로 바뀌어 포인트에 따라 마력 유지와 상품 보충, 자동판매기 기능 확장, 새로운 스킬을 습득할 수 있다. 환생 직후에는 최초로 주어진 포인트에서 '결계'를 입수해 주위 1m 범위에서 공격으로부터 자신을 보호할 수 있게 되었다. 포인트는 자신의 가동에도 사용되는 관계상 포인트가 0이 되면 기능 정지해 버리기 때문에 항상 일정량 이상의 상품을 사고팔아 포인트를 벌 필요가 있다.
랏미스
성우 - 혼도 카에데
괴력 헌터 소녀. 400kg 이상의 핫콘을 가볍게 운반한다.
동료 헌터에게 미끼로 버려져 식량도 없어 미궁 안을 방황하고 있었을 때, 핫콘과 만난다. 핫콘의 상품을 사서 식량을 확보하고 핫콘과 함께 마을로 돌아갈 수 있었다.
처음으로 자동판매기 핫콘을 볼 때도 특히 실수도 없이 상품을 구입할 수 있는 특정 언어 밖에 말할 수 없는 핫콘과 의사소통을 오해 없게 할 수 있는 등 이해력은 좋다.
휴루미
성우 - 아오키 시키
랏미스의 소꿉친구인 마도구 기사. 도적단에 납치되어 있던 중 핫콘의 조사를 명령받지만 무사히 구출된다.
곰 회장
성우 - 미야우치 아츠시
헌터 협회 회장인 수인.
슈이
성우 - 토미타 미유
몸집이 작은 외형과는 반대로 꽤 대식가이며, 대식 대회에서 우승한 실적을 가진다.
케리오일
성우 - 나카이 카즈야
카우보이 스타일의 의상을 입은 남자. 우자의 기행단이라고 하는 파티의 단장.
피르미나
성우 - 카야노 아이
우자의 기행단의 부단장. 케리오일의 보좌를 맡고 있다.
아카, 시로
성우 - 야마시타 다이키(아카), 에노키 준야(시로)
우자의 기행단의 정찰계를 맡는 쌍둥이.
미슈엘
성우 - 에구치 타쿠야
금발의 검사. 혼자 사냥꾼을 하고 있다.
실은 커뮤증으로 사람 앞에서 긴장을 해 제대로 대화할 수 없게 된다. 단독으로 행동하는 것은 타인과 이야기할 수 없는 것이 원인이다.

## 서지 정보
히루쿠마(저), 카토 이츠와(일러스트) 《자동판매기로 다시 태어난 나는 미궁을 방랑한다》 KADOKAWA 〈카도카와 스니커 문고〉
| 권수 | 발매일          | ISBN                   |
| ---- | --------------- | ---------------------- |
| 1    | 2016년 8월 1일  | ISBN 978-4-04-104728-6 |
| 2    | 2016년 10월 1일 | ISBN 978-4-04-104729-3 |
| 3    | 2017년 2월 1일  | ISBN 978-4-04-105174-0 |

## TV 애니메이션
제1기는 2023년 7월부터 9월까지 TOKYO MX 등에서 방송되었다.
제2기는 제1기 종료 후 제작이 발표되었다.

### 스태프
- 원작 - 히루쿠마(昼熊)[5]
- 감독 - 아키타야 노리아키(秋田谷典昭)[5]
- 시리즈 구성 - 타카하시 타츠야(髙橋龍也)[5]
- 캐릭터 원안 - 유우키 하구레(憂姫はぐれ)[5]
- 캐릭터 디자인 - 사카이 타카히로(酒井孝裕)[5]
- 몬스터 디자인 - 아키즈키 료(あきづきりょう)[3]
- 부감독 - 타카하시 마사유키(高橋雅之)[3]
- 총작화 감독 - 야마우치 나오키(山内尚樹), 타즈 나나코(田津奈々子), 츠바타 요시아키(津幡佳明), 오제키 미야비(小関雅)[3]
- 자동판매기 디자인 - 코다카 미치루(小高みちる), 토키타 몬타(刻田門大)[3]
- 색채 설계 - 스즈키 요코(鈴木ようこ)[3]
- 미술 감독 - 이와세 에이지(岩瀬栄治)[3]
- 촬영 감독 - 우오야마 신지(魚山真志)[3]
- 편집 - 츠보네 켄타로(坪根健太郎)[3]
- 음향 감독 - 고 후미유키(郷 文裕貴)[3]
- 음악 - 우라키 유타(浦木裕太), 타카하시 케이타(高橋慶多)[3]
- 음악 제작 - 닛폰 테레비 음악
- 프로듀스 - 슬로우 커브(スロウカーブ)[5]
- 치프 프로듀서 - 나카타니 토시오(中谷敏夫), 호리코시 마사루(堀越 大), 에바토 켄지(江波戸憲司)
- 프로듀서 - 오오지 나오(大路菜央), 미야코시 유타(宮城雄大), 曹聡, 쿠와하라 카즈야(桒原和也), 마루야마 하지메(丸山 創), 아키타 신고(秋田真吾), 榮龍太朗, 우에하라 토모야(植原朋也), 요네모리 히로토(米森裕人)
- 애니메이션 프로듀서 - 토미오카 테츠야(富岡哲也)[3]
- 애니메이션 제작 - 스튜디오 고쿠미, AXsiZ[5]
- 제작 - 자동판매기로 다시 태어난 나는 미궁을 방랑한다 제작위원회[5](닛폰 테레비, NetEase Games, YTE, BS닛폰, 닛테레 Wands, VAP, 닛폰 테레비 음악)

### 주제가
팡파르(ファンファーレ)
BRADIO에 의한 오프닝 테마. 작사는 신교지 타카아키, 편곡은 BRADIO, EFFY
늘 먹던 수프(いつものスープ)
Peel the Apple에 의한 엔딩 테마. 작사·작곡·편곡은 무라타 유이치.

### 방영 목록
| 화수   | 제목                                                    | 각본            | 그림 콘티                         | 연출                          | 작화 감독 | 총작화 감독                     | 방송일         |
| ------ | ------------------------------------------------------- | --------------- | --------------------------------- | ----------------------------- | --- | ------------------------------- | -------------- |
| 제1화  | 自動販売機、移動する 자동판매기, 이동하다               | 타카하시 타츠야 | 아키타야 노리아키                 | 야마구치 미히로               | 타즈 나나코 츠바타 요시아키 카타오카 히데유키 나카야마 토모키 카라타니 아야코 타카나시 히카루 야마모토 마사츠구 | 야마우치 나오키                 | 2023년 7월 5일 |
| 제2화  | 王蛙人魔が現れた 왕개구리 마인이 나타났다               | 야스나가 유타카 | Royden B 오오시마 히로유키        | 후지나카 타츠야               | 카네 후미야마 야마모토 마사츠구 이케다 타츠야 타카나시 히카루 핫토리 켄지                                       | 오제키 미야비                   | 7월 12일       |
| 제3화  | 復興 부흥                                               | 타카하시 타츠야 | 오오시마 히로유키                 | 노우미 마사테루               | 박애리 윤정혜 주옥윤 송승택                                                                                     | 타즈 나나코                     | 7월 19일       |
| 제4화  | ハッコン, 誘拐される 핫콘, 유괴당하다                   | 야스나가 유타카 | 야마다 히로카즈                   | 야마구치 미히로               | 카타오카 히데유키 야마모토 마사츠구 王夢霊 權伍驥                                                               | 야마우치 나오키                 | 7월 26일       |
| 제5화  | 見栄とプライドと自動販売機 허세와 자존심과 자동판매기   | 야스나가 유타카 | 스즈키 와루오                     | 사사키 스미토                 | 타카나시 히카루 나카야마 토모키 카라타니 아야코 카네 후미야마 핫토리 켄지 이시바시 유키에                       | 츠바타 요시아키                 | 8월 2일        |
| 제6화  | 戦う自動販売機 싸우는 자동판매기                        | 타카하시 타츠야 | 타케우치 히카루 요시카와 코지     | 하마사키 토오루               | 쿠리하라 모토키 마츠무라 야스노리 REBOOT 아카츠키 Triple A 일영공방                                             | 타즈 나나코                     | 8월 9일        |
| 제7화  | 暴食の惡魔団 폭식의 악마단                              | 야스나가 유타카 | 나카노★요우 아키타야 노리아키     | 후지나카 타츠야               | 타카나시 히카루 타카하시 노리코 야마모토 마사츠구 이시바시 유키에 카네 후미야마 Revival RadPlus                 | 야마우치 나오키                 | 8월 16일       |
| 제8화  | 迷路階層の炎巨骨魔 미로 계층의 염거골마                 | 타카하시 타츠야 | 타케타니 카즈마 타카하시 마사유키 | 사사키 스미토                 | 타카나시 히카루 야마모토 마사츠구 이시바시 유키에 핫토리 켄지 麦冬動画                                          | 츠바타 요시아키                 | 8월 23일       |
| 제9화  | 理想の英雄未滿 이상적인 영웅 미만                       | 야스나가 유타카 | 스즈키 와루오                     | 노우미 마사테루               | 박애리 한은미 백연주                                                                                            | 타즈 나나코                     | 8월 30일       |
| 제10화 | 胃装の果てに 위장의 끝에서                              | 타카하시 타츠야 | 타베 신이치                       | 사사키 스미토                 | 趙益 토리우미 마사히로 타카조에 히비키                                                                          | 야마우치 나오키                 | 9월 6일        |
| 제11화 | 亡者の嘆き階層 망자의 탄식 계층                         | 야스나가 유타카 | 스즈키 와루오                     | 사사키 스미토 노우미 마사테루 | 최서정 馮含露 타카나시 히카루 나카야마 토모키                                                                   | 츠바타 요시아키                 | 9월 13일       |
| 제12화 | 自動販売機として出来ること 자동판매기로서 할 수 있는 일 | 타카하시 타츠야 | 사사키 스미토 아키타야 노리아키   | 사사키 스미토 후지나카 타츠야 | 야마모토 마사츠구 타카나시 히카루 馮含露 나카야마 토모키 카네 후미야마                                          | 야마우치 나오키 츠바타 요시아키 | 9월 20일       |